# Megachile apiformis
Megachile apiformis är en biart som beskrevs av Smith 1853. Megachile apiformis ingår i släktet tapetserarbin, och familjen buksamlarbin. Inga underarter finns listade i Catalogue of Life.